# Masseverbindlichkeit
Eine Masseverbindlichkeit ist eine Verbindlichkeit, die bei einer Insolvenz vor anderen Verbindlichkeiten in voller Höhe aus der Vermögensmasse bedient wird. Meist handelt es sich um Verbindlichkeiten, die nach Eintritt der Insolvenz entstanden sind. Der Gläubiger einer Masseverbindlichkeit wird als Massegläubiger bezeichnet.

## Hintergrund
Das Konzept der Masseverbindlichkeit ist notwendig, weil zur Fortführung der Geschäfte und der Durchführung des Insolvenzverfahrens meist neue Verbindlichkeiten eingegangen werden müssen. Kein Gläubiger wäre dazu bereit, wenn er anderen Insolvenzgläubigern gleichgestellt und seine Forderungen anschließend nur anteilig (oder gar nicht) befriedigt würden, wie in Insolvenzverfahren üblich. Solche Verbindlichkeiten werden daher als Masseverbindlichkeiten bezeichnet, so dass die „neuen“ Gläubiger Vorrang vor anderen Insolvenzgläubigern genießen.

## Arten von Masseverbindlichkeiten
Zu den Masseverbindlichkeiten zählen (§ 53 Insolvenzordnung (InsO)):
- die Kosten des Insolvenzverfahrens
- die sonstigen Masseverbindlichkeiten (§ 55 InsO):
  - Verbindlichkeiten, die durch Handlungen des Insolvenzverwalters begründet werden (die also erst während der Insolvenz entstehen)
  - Verbindlichkeiten aus gegenseitigen Verträgen, deren Erfüllung der Insolvenzverwalter wählt (nach § 103 InsO hat er bei bestehenden Verträgen ein Wahlrecht) oder deren Erfüllung für die Zeit nach der Eröffnung des Insolvenzverfahrens erfolgen muss
  - Verbindlichkeiten aus einer ungerechtfertigten Bereicherung der Masse.
- Verbindlichkeiten aus Miet- und Pachtverhältnissen des Schuldners über unbewegliche Gegenstände oder Räume sowie aus Dienstverhältnissen des Schuldners (§ 108 Abs. 1 S. 1 InsO; zu beachten ist jedoch die regelmäßig genutzte Masse-Enthaftungsmöglichkeit für Wohnraum-Mietverhältnisse des Schuldners in § 109 Abs. 1 S. 2 InsO)

Erst nach der Befriedigung der Masseverbindlichkeiten werden die anderen Verbindlichkeiten nach Quoten aus der Restmasse bedient.

## Beispiel
Die Firma A ist insolvent. Nach Verwertung aller Vermögenswerte beträgt die Masse 200.000 €. Die Gläubiger haben insgesamt Ansprüche in Höhe von 2.000.000 €. Die Kosten des Verfahrens betragen 20.000 €, der Insolvenzverwalter hat für 80.000 € Lieferungen und Leistungen in Anspruch genommen. Nach Abzug der Masseverbindlichkeiten in Höhe von 100.000 € verblieben also 100.000 € zur Verteilung, jeder Gläubiger erhielte eine Quote von 5 %.